# Lucas Valley-Marinwood (Kalifornija)
Lucas Valley-Marinwood je naseljeno područje za statističke svrhe u američkoj saveznoj državi Kalifornija. Prema popisu stanovništva iz 2010. u njemu je živjelo 6.094 stanovnika.